# 쓰리 원더스
원더 3(ワンダー3)는 캡콤이 1991년에 발매한 아케이드 게임이다. 플레이어는 장르가 서로 다른 세 가지 게임 중 하나를 선택해서 플레이할 수 있다. 외수판은 쓰리 원더스(Three Wonders)는 라는 이름으로 발매했다.

## 게임 플레이
원더 3는 다음 세 가지 게임을 포함하고 있다.
1. 루스터스(『Roosters 〜チャリオットを探して〜』 외수판 “Midnight Wanderers - quest for the chariot”): 두 호빗 루우와 시바가 발사체 무기를 사용하는 런 앤 건 게임이다.
2. 체리엇(『CHARIOT 〜天空への旅〜』 외수판 “Chariot - Adventure through the sky”): 두 호빗이 글라이더에 올라타는 슈팅 게임이다.
3. 돈 풀(『ドンプル』 외수판 ”Don't Pull”): 히게마루같은 퍼즐 게임이다.

## 이식
1998년에 일본서만 플레이스테이션과 세가 새턴으로 이식판이 발매됐다. 2006년에는 플레이스테이션 2, 엑스박스와 플레이스테이션 포터블로 발매된 캡콤 클래식스 컬렉션에 포함됐다.